# سفارة ألمانيا في واشنطن العاصمة
سفارة ألمانيا في الولايات المتحدة هي التمثيلية الرسمية وسفارة ألمانيا في الولايات المتحدة.

## مقالات ذات صلة
- سفارة السعودية في واشنطن العاصمة
- سفارة إندونيسيا في واشنطن العاصمة
- سفارة لبنان في واشنطن العاصمة